# Parque Histórico de Carambeí
O Parque Histórico de Carambeí (PHC) é um museu histórico a céu aberto localizado no município de Carambeí, no estado do Paraná. O museu foi inaugurado durante as comemorações do Centenário da Imigração Holandesa em 2011 e ocupa um terreno de 100 mil metros quadrados.
Trata-se de um projeto de caráter sociocultural que tem como objetivo de resgatar e preservar a memória e o legado histórico e cultural deixado pelos imigrantes holandeses que se estabeleceram na antiga fazenda Carambeí (atual município de Carambeí) no início do século XX e os esforços que resultaram na criação de uma nova sociedade e que forjaram uma parceria duradoura e sustentável entre o Brasil e a Holanda. O Parque Histórico de Carambeí está dividido em cinco alas: a Casa da Memória, a Vila Histórica, o Parque das Águas, o Centro Cultural Amsterdã e o Centro de Exposições.

## História

### Antecedentes
Um movimento migratório holandês bem sucedido teve início em 1911 com a chegada das primeiras famílias holandesas, que vieram ao Brasil com o objetivo de ter um futuro de paz e prosperidade. Fixando-se na antiga fazenda Carambeí, na região dos Campos Gerais do Paraná, cujo território era cortada pela linha férrea da empresa Brazil Railway Company, os primeiros imigrantes plantaram as sementes de uma comunidade que prosperou e foi essencial na formação do município de Carambeí.
A jornada dos imigrantes holandeses no recém emancipado Estado do Paraná não fora fácil, mas não poderia ter acontecido sem os pilares da educação, religião e cooperativismo. A experiência holandesa na agricultura e na pecuária leiteira impulsionou o desenvolvimento dessa comunidade. O sucesso econômico obtido pelos pioneiros em Carambeí resultou na vinda de uma nova leva de imigrantes holandeses ao Paraná e solidificou a presença holandesa na região, especialmente na vizinha cidade de Castro, onde fundaram a Colônia Castrolanda.

### Planejamento
No início de abril de 2011, foi comemorado o centenário da imigração holandesa no Brasil. Marco da imigração holandesa no país foi a chegada das primeiras famílias holandesas na região dos Campos Gerais do Paraná.
A Associação do Parque Histórico de Carambeí em conjunto com a Batavo Cooperativa Agroindustrial, planejaram a constituição de um espaço cultural que preserve o patrimônio histórico e cultural da imigração holandesa nesta região para as gerações futuras.

### Implantação e construção
A construção do espaço museal iniciou-se em 2001 com o museu Casa da Memória, primeira ala museal do Parque Histórico de Carambeí. Dez anos depois, foi inaugurada a Vila Histórica de Carambeí, conjunto arquitetônico que forma a segunda ala museal. Nesse mesmo ano, o Parque Histórico de Carambeí foi oficialmente inaugurado em homenagem ao centenário da chegada das primeiras famílias de pioneiros na região dos Campos Gerais do Paraná.  Em 2015, foi inaugurado o Parque das Águas, terceira ala museal.

## Complexo museal

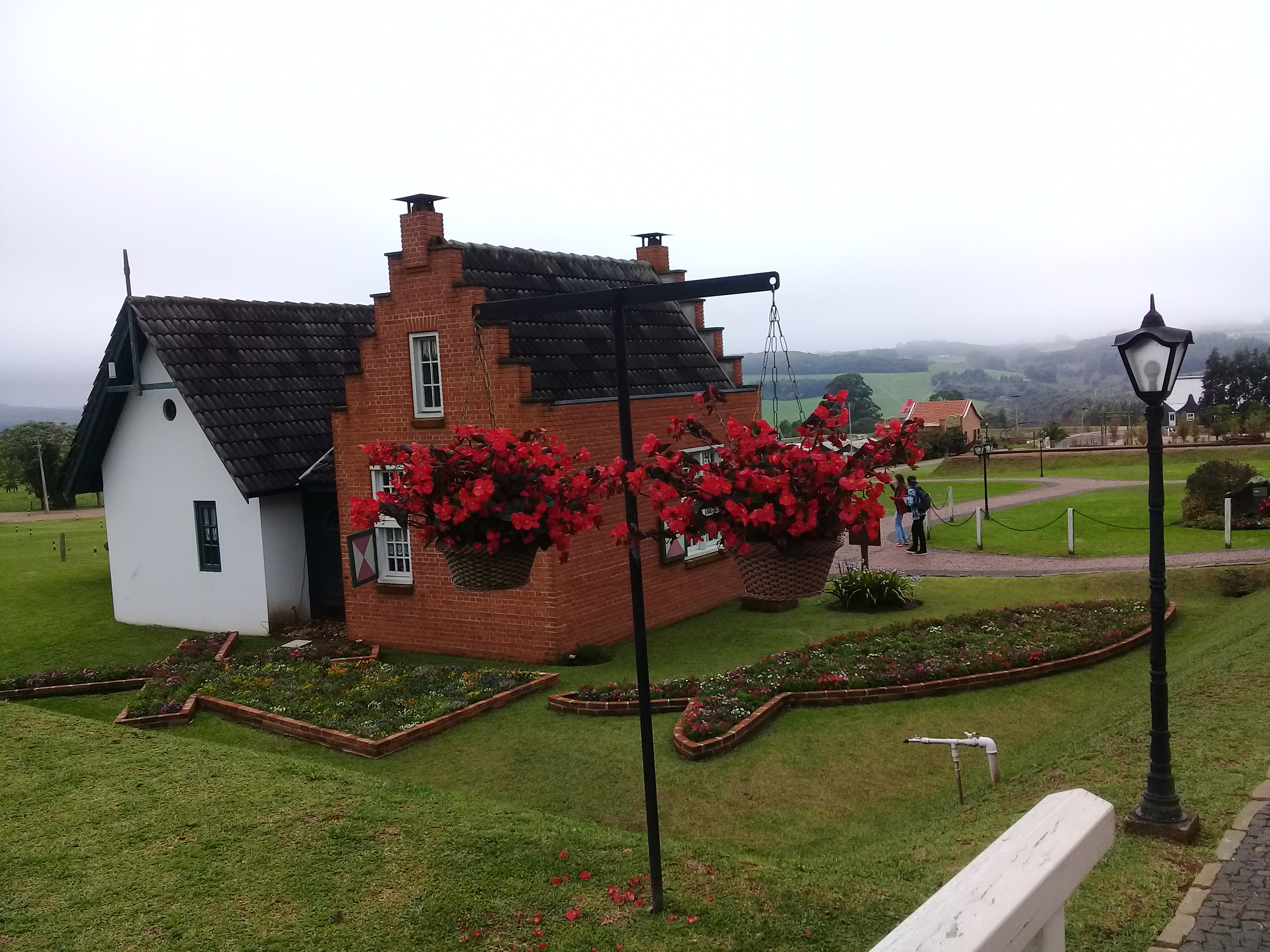
Casas em estilo holandês no Parque Histórico de Carambeí.

A estrutura do Parque Histórico de Carambeí foi estabelecida através da parceria entre a Associação do Parque Histórico de Carambeí e a Cooperativa Agroindustrial Batavo e está composto por equipamentos culturais integrados. O complexo museal do Parque Histórico de Carambeí, com 100.000 metros quadrados, retrata a história da imigração holandesa na região dos Campos Gerais do Paraná através da cultura, arquitetura e gastronomia. Inaugurado em abril de 2011, durante as Comemorações do Centenário da Imigração Holandesa no Estado do Paraná e do Ano da Holanda no Brasil que celebra os laços entre os dois países, é um dos maiores museus a céu aberto do Brasil.
Dividido em cinco alas museais, o complexo museal do Parque Histórico de Carambeí tem como temas recorrentes a influência cultural dos imigrantes holandeses, o cooperativismo, a agroindústria, o meio ambiente e a coexistência entre diferentes grupos étnicos.

### Casa da Memória
A Casa da Memória é o ponto central do Parque Histórico de Carambeí. Instalada na antiga estrebaria da família De Geus, construído em 1946, com área de 1 100 m², a Casa da Memória de Carambeí guarda o acervo histórico do município de Carambeí. Em virtude das comemorações do Centenário da Imigração Holandesa no Brasil em 2011, as peças de seu acervo foram organizadas e catalogadas.

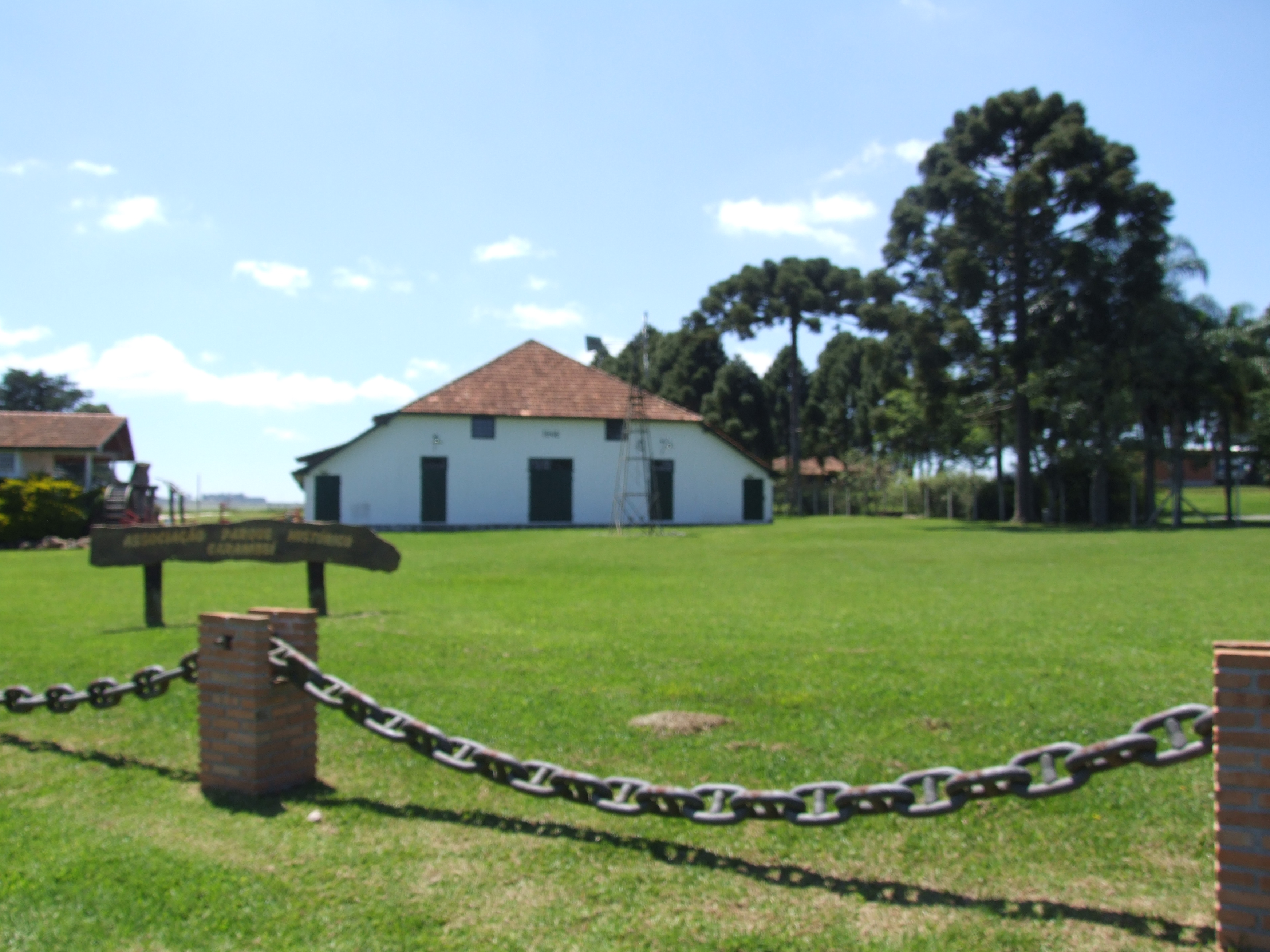
A Casa da Memória do Parque Histórico de Carambeí.

Este espaço é a base conceitual do Parque Histórico, pois sua estrutura física e acervo contém a matriz ideológica da colonização e formação histórica.
No Jardim Frontal estão representados os três símbolos fundamentais:
- Peixe[10] – Símbolo da religiosidade cristã.
- Semeador[10] – Símbolo de trabalho e dedicação.
- Cooperativismo[10] – Símbolo da associação humana para a realização de um fim comum.

A Casa da Memória de Carambeí é o contraponto, pois mantém o acervo representativo das simbologias e objetos da história constituída, catalogando suas peças para serem inscritos junto ao sistema museológico do Instituto do Patrimônio Histórico e Artístico Nacional (IPHAN).
Seu acervo conta com documentos, objetos pessoais e peças do mobiliário dos pioneiros. Esse acervo guarda, ainda, artefatos ligados ao tropeirismo na região e de origem indígena e, especialmente da colonização holandesa, permitindo ao visitante ter uma visão perspectiva da história da formação do município de Carambeí. Também faz parte do acervo da Casa da Memória uma maquete da antiga vila de Carambeí na época da colonização holandesa.

#### Museu do Trator
Anexo à Casa da Memória funciona o Museu do Trator. Este museu retrata a história da agricultura na região. Possui um acervo composto por vinte tratores bem preservados, que mostram a evolução destas máquinas agrícolas desde o ano de 1911 até o presente. Ainda, integram o acervo um conjunto de implementos agrícolas e ferramentais de apoio.
O Museu do Trator é uma ala da Casa da Memória que tem como objetivo manter, conservar e preservar o acervo de tratores e equipamentos agrícolas utilizados pelos imigrantes bem como narrar a história do plantio direto da Colônia Carambehy.

### Vila Histórica

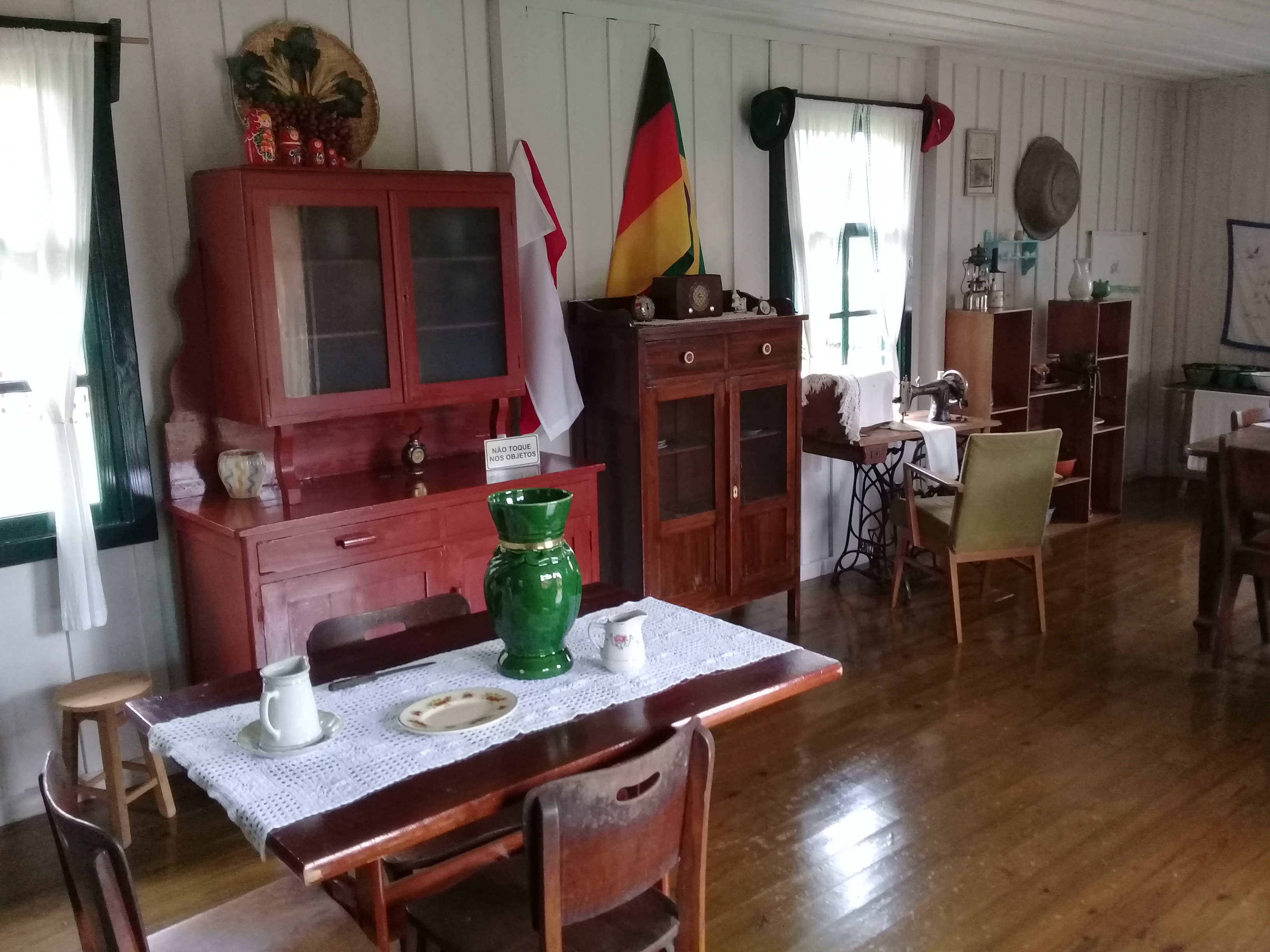
Interior de uma habitação individual na Vila Histórica representando as etnias alemã e russa.

A Vila Histórica de Carambeí é um conjunto arquitetônico composto por construções em forma de círculo que retrata a antiga Colônia Carambehy desde o início em 1911 até 1935. O conjunto arquitetônico é formado por réplicas de casas dos colonos holandeses, uma escola, a estação de trem de Carambehy e pela primeira igreja construída por eles naquela época.
A formação social matriz da colonização se fez com grande esforço e empenho comunitário. Ao adquirir certa conformação de completude, os pioneiros reuniram-se em um núcleo social coeso ao redor de um objetivo e ética comuns em busca da sua autossustentabilidade econômica.
Um conjunto arquitetônico que retrata a Vila de Carambeí nos primeiros anos de sua formação, com seus equipamentos públicos e privados, permitirá aos visitantes a vivência cívica nas instâncias de comunidade, bem como a experiência de produção cultural ambientada, com cenários oníricos, enquanto reais.
Mediados por um Jardim Holandês, a Vila Rural tem habitações individuais, representando as outras etnias que primordialmente interagiram como os imigrantes holandeses, para demonstrar a coexistência entre os povos, tema recorrente na pedagogia do Parque Histórico de Carambeí.

### Parque das Águas

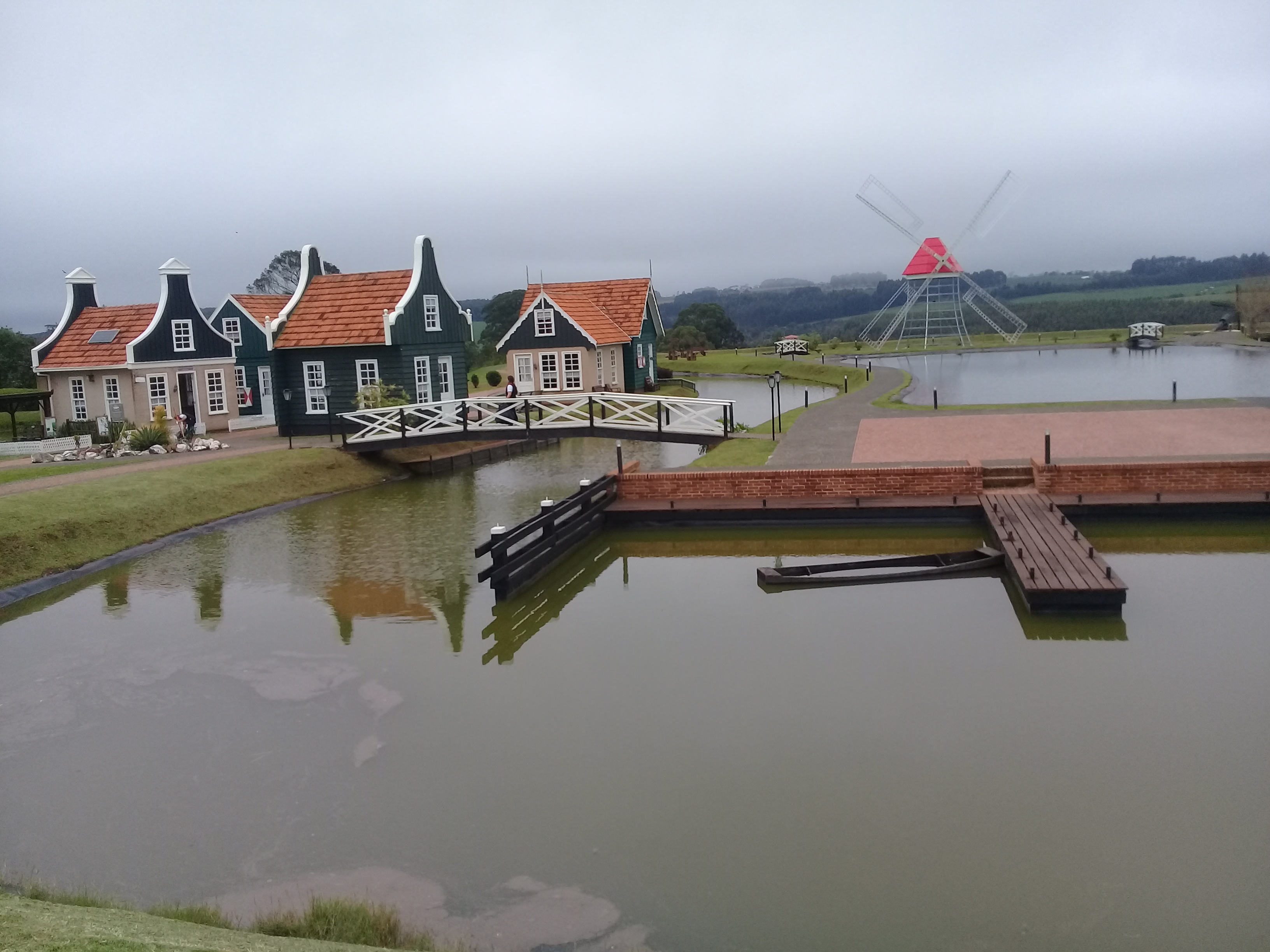
Moinho no Parque das Águas.

Inaugurado em 27 de maio de 2015, o Parque das Águas forma a terceira ala museal do Parque Histórico de Carambeí. Trata-se de um museu ambiental que retrata as tecnologias de diques, eclusas, pontes, represas, quebra-mares, portos e habitação sobre a água. Seu conjunto arquitetônico e paisagístico é composto por casas típicas do interior da Holanda do Norte rodeadas por um lago artificial e uma Fazenda Modelo Mirim com área para Escola das Águas.
A experiência holandesa de conquistar seus territórios do mar e suas habilidades relacionadas à gestão de recursos hídricos e engenharia hidráulica, permitiram a ocupação de vastos territórios, os pôlderes.
Nesta planta arquitetônica são retratadas as principais tecnologias e soluções holandesas no controle dos fluxos de água, exemplo das diversas engenharias envolvidas, bem como, o manejo sustentáveis da terra e das águas.
Projetado pelo arquiteto Johaness Jacobus Guiliseen, o Parque das Águas é uma réplica das casas típicas de madeira do parque ambiental Zaanse Schans em Zandaam, cidade que fica próxima à capital holandesa Amsterdã.

### Centro Cultural Amsterdã
A cultura holandesa tem sido um exemplo para o mundo, por sua sofisticação, humanidade e qualidade de vida. Os padrões arquitetônicos e a experiência de controle do fluxo das águas, reservou aos Países Baixos o respeito mundial como uma das culturas mais avançadas do planeta.
O Centro Cultural Amsterdã está composto por um conjunto de construções que reproduz um pequeno quarteirão da cidade de Amsterdã e tem a finalidade de manter um ambiente que proponha e permita o desenvolvimento de relacionamento humano.
Estimular a ação cultural, integrando-se artes, acervos, ciência, educação e inclusão digital em uma área social de espetáculos, alimentação e serviços é o seu objetivo. Junto ao Centro Cultural está prevista a construção de um equipamento multiúso para espetáculos, palestras, congressos, cursos, treinamentos, teatro, cinema e etc.

### Centro de Exposições
Integrado ao Parque Histórico esta área para realização de eventos rurais tem caráter cultural, comercial, esportivo e recreativo.
Originalmente constituído pela Batavo Cooperativa Agroindustrial, é disponibilizado para realização de eventos no âmbito municipal e regional, públicos e privados, integrando sua programação ao conjunto das atividades culturais desenvolvidas na região.
Esta infraestrutura composta de um galpão coberto para eventos, coligada a uma arena de espetáculos já está dimensionada, e será especializada para eventos multiculturais.

## Acervo e Patrimônio Histórico
Acervo
O Parque Histórico de Carambeí possui um acervo de milhares de itens e onze coleções catalogadas. O acervo do Parque Histórico de Carambeí foi formado através de doações da comunidade de imigrantes do município de Carambeí. Está dividido em quatro acervos distintos:
- Acervo arquitetônico é composto por construções como uma réplica da antiga Vila de Carambeí, uma réplica da Estação de Trem Carambeí da Brazil Railway Company, uma cópia de uma ponte de uma cidade holandesa e de réplicas de casas típicas dos Países Baixos,
- Acervo histórico é formado por peças de mobiliário, utensílios domésticos, fotos, documentos, livros e peças do vestuário dos pioneiros holandeses, peças do período ferroviário brasileiro do século XIX e XX, tratores e implementos agrícolas utilizados pelos imigrantes holandeses, peças ligadas à presença dos tropeiros em Carambeí e artefatos indígenas.
- Acervo etnográfico é constituído por peças de diferentes grupos étnicos (alemães, indonésios, italianos, poloneses e portugueses) que contribuíram para a formação do município e por estátuas de bronze dos pioneiros holandeses e de outros grupos étnicos.
- Acervo iconográfico é composto por cerca de seis mil fotos de Carambeí da década de 1910 até 1950.[14]

Ademais, uma coleção de borboletas integra o acervo temporário do museu.
Patrimônio Histórico
O patrimônio histórico do Parque Histórico de Carambeí (PHC) é constituído por entre outros, uma estrebaria que foi construída em 1946, onde ficavam as galinhas e ficavam armazenados os equipamentos agrícolas da antiga Colônia Carambehy. A antiga estrebaria abriga o museu Casa da Memória desde 2001. Também faz parte do patrimônio histórico do PHC uma réplica da primeira igreja construída pelos imigrantes neerlandeses na antiga Colônia Carambehy. O acervo iconográfico do Parque Histórico de Carambeí constitui também o patrimônio histórico de Carambeí.